# 井上沙恵
井上 沙恵（いのうえ さえ、1998年7月27日- ）は、広島テレビ放送のアナウンサー。広島県三原市出身。

## 人物
- 趣味：駅のスタンプ集め[1]
- 資格：看護師[1]
- 苦手な食べ物：牡蠣[1]
- 広島県立尾道北高等学校を卒業した。高校の先輩に中国放送アナウンサーの青山高治がいる。
- 金沢大学在学中に、日本赤十字社 東海北陸ブロック血液センター主催「第8回献血ポスターコンペティション」石川県赤十字血液センター所長賞を受賞[2]。
- 金沢大学アメフト部「EVERGREEN」マネージャーをしていた。
- 広島テレビ放送アナウンサーになる前は2年間、看護師をしていた[3]。
- アナウンススクール日テレ学院出身[4]。
- 2023年、広島テレビ放送に入社した[1]。
- 広島ホームテレビアナウンサーの岡本愛衣と仲良しである。井上と岡本のそれぞれのインスタグラムに時々登場する。
- 広島県警察学校に体験入校したことがある[5]。
- 2024年9月6日、広島東洋カープ対中日ドラゴンズ（マツダスタジアム）始球式で馬場のぶえアナウンサーがピッチャー、井上がキャッチャーを務め、馬場が投げた山なりの一球を井上はしっかりとミットで受け止めた[6]。

## 出演番組
- テレビ派（2023年6月2日 - ）
  - リポーター（2023年）
  - 金曜キャスター（2023年10月6日 - 2024年3月29日）
  - 木・金曜 総合キャスター[7]（2024年4月4日- 2024年9月27日）
  - 火曜 隔週コーナー「Dr.長井のかけこみクリニック」[7]（2024年春 - ）
  - メインキャスター[8][9]（2024年9月30日 - ）
  - コーナー「会い活」（2024年9月30日 - ）
  - GW、お盆、年末年始や祝日等により、放送時間短縮時のニュースキャスター
- 草彅やすともの うさぎとかめ 広島にある日本一記憶対決（2023年4月20日、読売テレビ）
- 24時間テレビ47 in 広島 音楽が救ってくれた！人と人がつながる物語（2024年9月1日）MC
- zero選挙広島（2024年10月27日）司会